# James Albert Michener
James Albert Michener (New York, 3 febbraio 1907 – Austin, 16 ottobre 1997) è stato uno scrittore statunitense autore di più di 47 opere, perlopiù saghe a sfondo storico, inerenti alla vita di molte generazioni in una particolare localizzazione geografica, e spesso basate su reali fatti storici. Michener era anche noto per la meticolosa ricerca dietro ogni suo lavoro.
Tra le sue pubblicazioni più importanti si annoverano Racconti del Pacifico del sud (per la quale ha vinto il Premio Pulitzer nel 1948), Hawaii, The Drifters, Centennial, The Source, The Fires of Spring, Chesapeake, Caribbean, Caravans, Alaska, Texas, e Poland. La sua opera comprende anche molti saggi scritti attorno al 1968, sui suoi viaggi in Spagna e in Portogallo. I suoi romanzi hanno venduto attorno ai 100 milioni di copie.

## Biografia

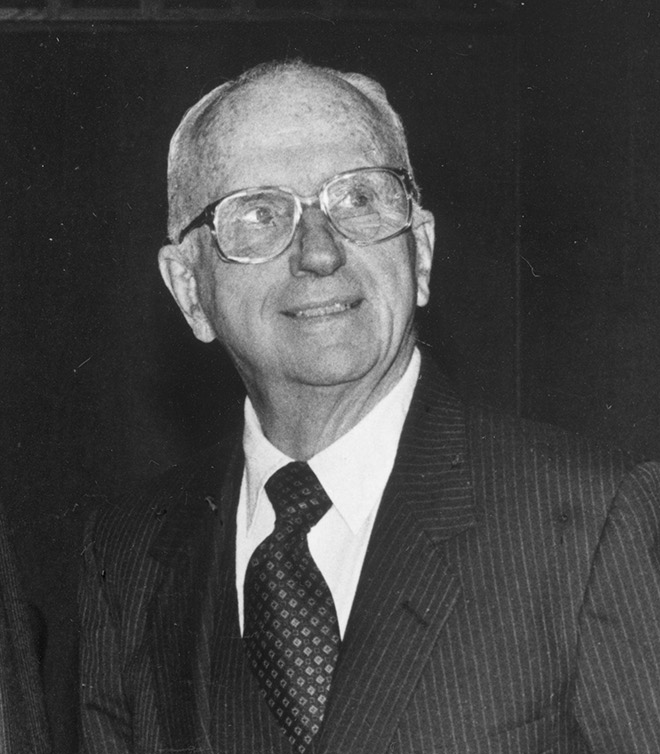
Michener, 1985

Michener scrisse di non sapere chi fossero i suoi genitori e dove di preciso era nato. Fu cresciuto da una madre adottiva, Mabel Michener, a Doylestown, Bucks County, Pennsylvania. Dopo aver conseguito una laurea con lode in Storia inglese nel 1929 allo Swarthmore College, per due anni - finanziato da borse di studio - studiò e viaggiò in Europa. Al suo ritorno negli Stati Uniti prestò servizio come insegnante di letteratura inglese prima presso una scuola media superiore di Pottstown, in Pennsylvania, e poi presso la George School di Newtown dal 1933 al 1936 e successivamente anche all'Università di Harvard.
Allo scoppio della seconda guerra mondiale si arruolò volontariamente nella "United States Naval Reserve". La massima parte del suo servizio con la U.S. Navy si svolse nel Sud Pacifico, che nel dopoguerra divenne lo scenario geografico del suo lavoro narrativo. La sua carriera di scrittore ebbe inizio, quindi, durante la seconda guerra mondiale. Il suo primo romanzo - Tales of the South Pacific - pubblicato quando aveva raggiunto l'età di 40 anni, fu premiato con il Premio Pulitzer. Dopo la fine degli anni '40, Michener diede inizio ad una lunga carriera di inviato speciale itinerante, attività che continuò a svolgere fino al 1970.
Nel 1960, dopo un passato di militante nel Partito Repubblicano, Michener fu presidente della commissione elettorale di John Fitzgerald Kennedy, e successivamente si presentò alle elezioni nazionali come candidato democratico per il Congresso. A proposito di tale esperienza scrisse: "Presentarmi alle elezioni del 1962 è stato un errore. Mia moglie me lo aveva sconsigliato. Ho perso e sono tornato a scrivere".
Michener ha venduto centinaia di milioni di copie delle sue opere, pluritradotte. Il suo romanzo Hawaii (pubblicato nel 1959) è basato su un'ampia ricerca storica e, dopo il suo grande successo, quasi tutti i suoi successivi romanzi sono stati scritti solo dopo dettagliate ricerche storico-culturali, quando non, addirittura, di carattere geologico. Nel 1996 fu pubblicato il saggio James A. Michener: Una Bibliografia, elaborato da David A. Groseclose: esso contiene un elenco di più di 2500 pubblicazioni (nell'arco di tempo che va dal 1923 al 1995) comprese riviste, articoli, introduzioni, libri e altre opere. La sua prodigiosa produzione conta non pochi "romanzi lunghi", molti dei quali con oltre mille pagine. Michener a volte trascorreva dalle 12 alle 15 ore al giorno seduto alla sua macchina da scrivere, per settimane e settimane ininterrottamente.
Il 10 gennaio del 1977 il Presidente Gerald Ford gli aveva consegnato la prestigiosa "Medaglia presidenziale della libertà". La biblioteca dell'Università del Colorado è stata denominata in suo onore. Il suo romanzo Sayonara è pseudo-autobiografico. Nel suo ultimo anno ha vissuto ad Austin, Texas; nel mese di ottobre 1997, a 90 anni, volle interrompere il quotidiano trattamento di emodialisi che lo aveva tenuto in vita per quattro anni e, di conseguenza, morì in breve tempo. Fu sepolto ad Austin ed è ricordato da un monumento al Cimitero dello Stato del Texas.

## Vita privata
Michener si sposò tre volte: nel 1935 sposò Patti Koon; la sua seconda moglie fu Vange Nord (sposata nel 1948); incontrò la sua terza moglie Mari Yoriko Sabusawa a un pranzo a Chicago, e si sposarono nel 1955 (lo stesso anno nel quale divorziò dalla Nord). 

## Opere

### Narrativa
- Nostalgia del Pacifico (Tales of the South Pacific) (1946) Rizzoli, 1956
- Fuochi di primavera (The Fires of Spring) (1949) A. Mondadori, 1962
- Ritorno al paradiso (Return to Paradise) (1950) Rizzoli, 1955
- The Voice of Asia (1951)
- I ponti di Toko-ri (The Bridges at Toko-ri) (1953) Rizzoli, 1954
- Sayonara (Sayonara) (1954) Rizzoli, 1954
- Hawaii (1959) Rizzoli, 1960
- Carovane (Caravans) (1963) Rizzoli, 1964
- La fonte (The Source) (1965) Rizzoli, 1968
- Iberia (1968)
- The Drifters (1971)
- Colorado (Centennial) (1974)
- La baia (Chesapeake) (1978) Bompiani, 1979
- The Watermen (1978)
- L'alleanza (The Covenant) (1980) Bompiani, 1991
- Space (1982) Bompiani, 1984
- Polonia (Poland) (1983) Bompiani, 1985
- Texas (1985) Bompiani, 1986
- Codice d'onore (Legacy) (1987) Bompiani, 1988
- Alaska (Alaska) (1988) Bompiani, 1990. ISBN 8845216144
- Il viaggio (Journey) (1988) Bompiani, 1992. ISBN 8845219615
- Caraibi (Caribbean) (1989) Bompiani, 1991. ISBN 8845217868
- The Eagle and The Raven (1990)
- Il romanzo (The Novel) (1991) Bompiani, 1993. ISBN 884522080X
- South Pacific (1992)
- Mexico (1992)
- My Lost Mexico (1992)
- Recessional (1994)
- Miracle in Seville (1995)
- Matecumbe: A Lost Florida Novel (2007)

### Saggistica
- Furfanti in Paradiso (Rascals in Paradise) (1957) Rizzoli, 1958
- The Floating World (1954)
- The Bridge at Andau (1957)
- Japanese Prints: From the Early Masters to the Modern with notes by Richard Lane (1959)
- Report of the County Chairman (1961)
- The Modern Japanese Print: An Appreciation (1968)
- Presidential Lottery (1969)
- The Quality of Life (1970)
- Kent State: What Happened and Why (1971)
- Michener Miscellany – 1950/1970 (1973)
- Firstfruits, A Harvest of 25 Years of Israeli Writing (1973)
- Sports in America (1976)
- About Centennial: Some Notes on the Novel (1978)
- James A Michener's USA: The People and the Land (1981)
- Collectors, Forgers – And A Writer: A Memoir (1983)
- Michener Anthology (1985)
- Six Days in Havana (1989)
- Pilgrimage: A Memoir of Poland and Rome (1990)
- Il mondo è la mia casa (The World is My Home) (1992) Bompiani, 1994. ISBN 8845221849
- Creatures of the Kingdom (1993)
- Literary Reflections (1993)
- William Penn (1994)
- Ventures in Editing (1995)
- This Noble Land (1996)
- Three Great Novels of World War II (1996)
- A Century of Sonnets (1997)